# Federación Española de Deportes de Personas con Discapacidad Física
La Federación Española de Deportes para Personas con Discapacidad Física (FEDDF) es una de las cinco organizaciones deportivas para discapacitados alineadas con el Comité Paralímpico Español. Trabaja para apoyar el deporte adaptado en España, específicamente para personas con una discapacidad física.

## Gobernanza
La FEDDF es una de las cinco organizaciones deportivas para personas con discapacidad que pertenecen al Comité Paralímpico Español. Estas organizaciones tienen el objetivo de albergar y organizar el deporte para discapacitados a nivel local en todo el país.
La organización está compuesta por federaciones deportivas autonómicas y está financiada a través de subvenciones de organismos como el Comité Paralímpico Español, el Consejo Superior de Deportes y la ONCE ; y a través de publicidad.

## Historia
En 1968, como consecuencia de la creación de las primeras competiciones para discapacitados en el territorio nacional, el delegado nacional de deportes, Juan Antonio Samaranch creó la Federación Española de Deportes para Minusválidos, liderada por Guillermo Cabezas. Esta federación incluía a todo tipo de discapacidades, pero a medida que el deporte para minusválidos se expandía apareció la necesidad de federaciones especializadas para diversos tipos de discapacidad. En los años 80, se crearon organizaciones para el deporte de personas con discapacidad visual (el Negociado de Deportes) y para personas con parálisis cerebral, organizado por la ASPACE.
En el año 1990 se aprobó la Ley General del Deporte y en 1991 se publicó el Real decreto de Federaciones Deportivas. Ambos textos dieron lugar a una nueva estructura del deporte para discapacitados y a nuevas federaciones. En 1993 se crearon la Federación Española de Deportes para Ciegos y la Federación Española de Deportes de Personas con Parálisis Cerebral, sucesoras del Negociado de Deportes y la organización creada por la ASPACE. En ese mismo año, la Federación Española de Deportes para minusválidos se renombró a la Federación Española de Deportes de Minusválidos Físicos (actualmente, la FEDDF).
En septiembre de 1992 se celebró en Barcelona el primer Congreso Internacional Paralímpico. La ONCE, la FEDMF (actualmente, FEDDF) y ASPACE fueron las tres organizaciones españolas del deporte de la discapacidad clave en la organización del evento, al que asistieron más de 800 personas de 86 países. En los juegos paralímpicos de ese año, España estuvo en el quinto puesto del medallero.
En 2004 se decidió en la Asamblea General de El Cairo la integración de algunos deportes adaptados a sus respectivas federaciones. En 2009 se integraron el tenis de mesa, el ciclismo, la vela y la hípica a la RFETM, la RFEC la RFEV y la RFHE, respectivamente. En 2014, se integró el tenis y el tiro con arco a la RFET y FETA. Finalmente, se integró el bádminton a la Federación Española de Bádminton.

## Deportes
La FEDDF regula los siguientes deportes: atletismo, baloncesto en silla de ruedas, boccia (similar a la petanca), esgrima, deportes de invierno (esquí alpino y snowboard), fútbol para amputados, hockey en sillas de ruedas eléctricas, natación, pádel, powerlifting, rugby en silla de ruedas, slalom en silla de ruedas, tiro olímpico y voleibol.